# Kathedrale von Acquapendente

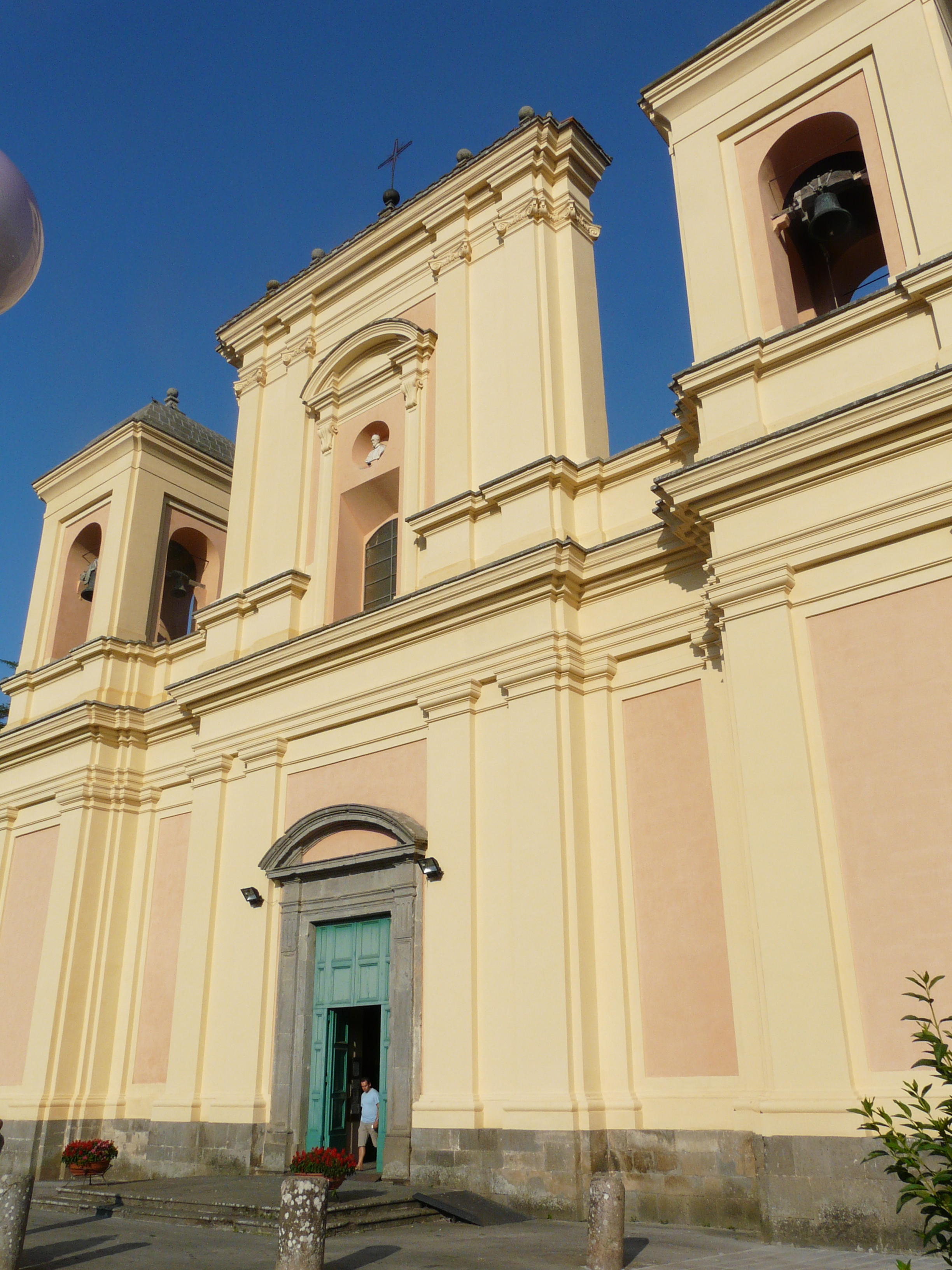
Fassade der Kathedrale

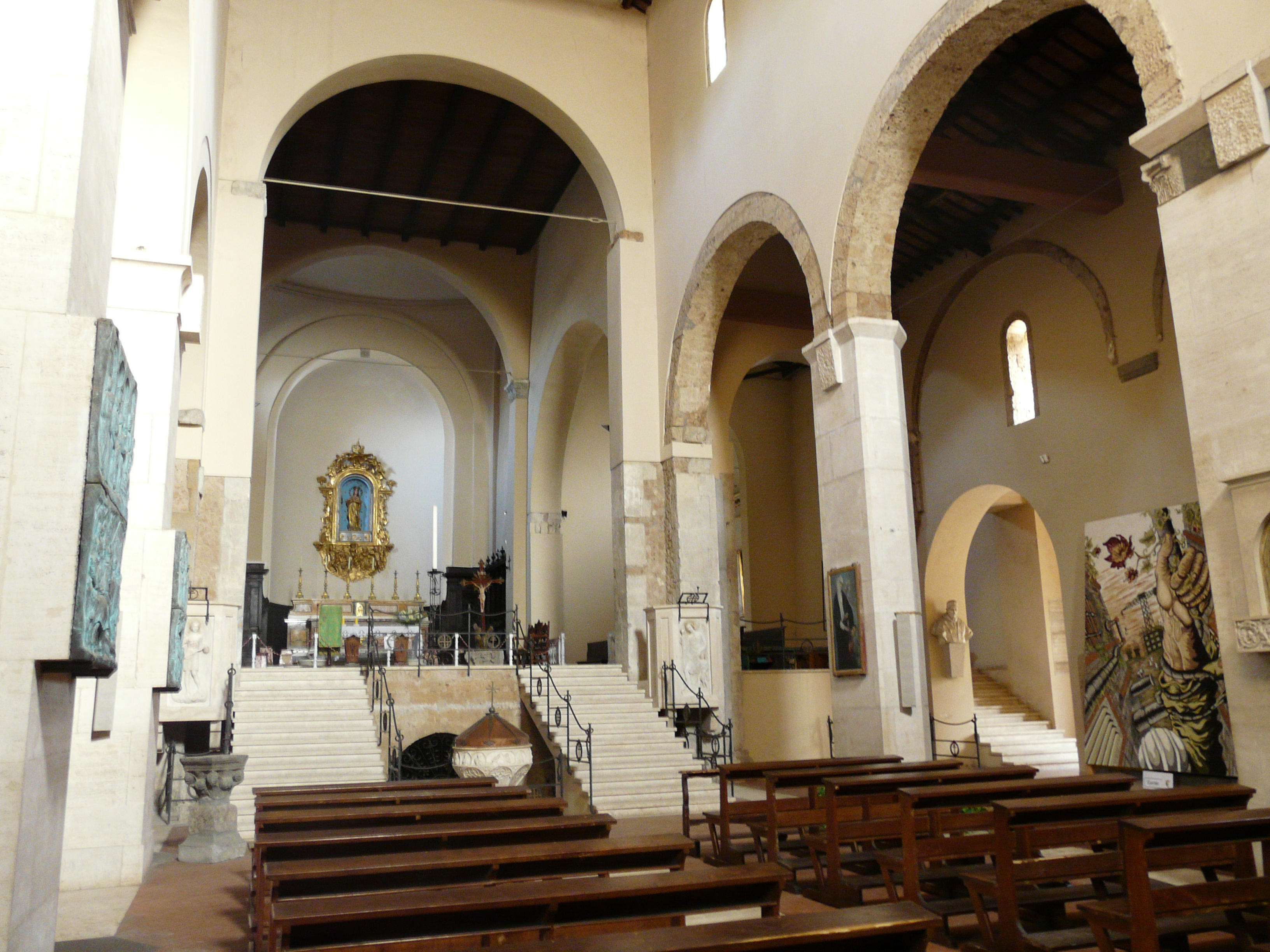
Hauptschiff mit Blick zum Altarraum

Die Kathedrale von Acquapendente oder die Basilika vom Heiligen Grab (italienisch Basilica Santo Sepolcro) ist eine Kirche im mittelitalienischen Acquapendente. Die ursprünglich romanische Kirche dient als Konkathedrale des Bistums Viterbo mit dem Titel einer Basilica minor.

## Geschichte
Die Gründung der Kirche geht der Überlieferung nach auf die heilige Mathilde (895–968) zurück, der Mutter von Otto I. dem Großen. Sie hielt auf ihrer Reise nach Rom in Acquapendente und veranlasste hier im Rahmen ihrer Schwangerschaft den Bau einer Kirche; aus dieser Zeit stammt die Krypta. 
Die heutige dreischiffige Kirche wird auf das 12. Jahrhundert datiert und wurde zunächst als Klosterkirche der Benediktiner genutzt. Mit Schaffung des Bistums Acquapendente 1649 wurde die Kirche zur Kathedrale erhoben. Die romanische Basilika wurde im Laufe des 18. Jahrhunderts mehrfach umgebaut und barockisiert, die heutige klassizistische Fassade stammt von Nicola Salvi. Die ursprüngliche Struktur der Kirche wurde während der Restaurierungsarbeiten sichtbar, die nach den Bombenangriffen des Zweiten Weltkriegs notwendig wurden. Dabei stellte sich heraus, dass die Schiffe vormals durch zwei Säulenreihen unterteilt waren, die sich in Form und Anzahl unterschieden, vier Säulen auf der linken Seite und drei auf der rechten.
Den Titel der Basilica minor trägt die Kathedrale ab immemorabili. Mit der Zusammenlegung verschiedener Bistümer 1986 in das Bistum Viterbo wurde die Kathedrale zur Konkathedrale. Die frühere Pilgerkirche ist heute wieder Station auf der Via Francigena.

## Ausstattung
Über dem Eingangsportal befindet sich eine Nische mit der Kopie der Büste von Papst Innozenz X., deren Original des Bildhauers Alessandro Algardi aus dem Jahr 1652 im Bischofspalast aufbewahrt wird. Wertvoll sind zwei Basreliefs an der Vorderseite der Ambos, vermutlich von Agostino di Duccio (1418–1481). An der rechten Wand, in der Nähe der Sakramentskapelle, hängt ein Altarbild aus glasiertem Terrakotta von Jacopo Beneventano, das 1522 für die Kirche San Pietro in Auftrag gegeben und 1881 in die Kathedrale kam. Hinter dem Altar steht das wertvolle hölzerne Chorgestühl, das zwischen 1685 und 1688 beim Bildhauer Matteo Monsù gefertigt wurde. Am unteren Ende des Mittelschiffs befindet sich ein Travertin-Taufbecken aus der Kirche San Vittoria, das die zwölf Apostel darstellt.